# Wanda Hendrich
Wanda Hendrich, po mężu Wanda Ludwig (ur. 3 maja 1885 we Lwowie, zm. 18 marca 1961) – polska śpiewaczka.

## Życiorys

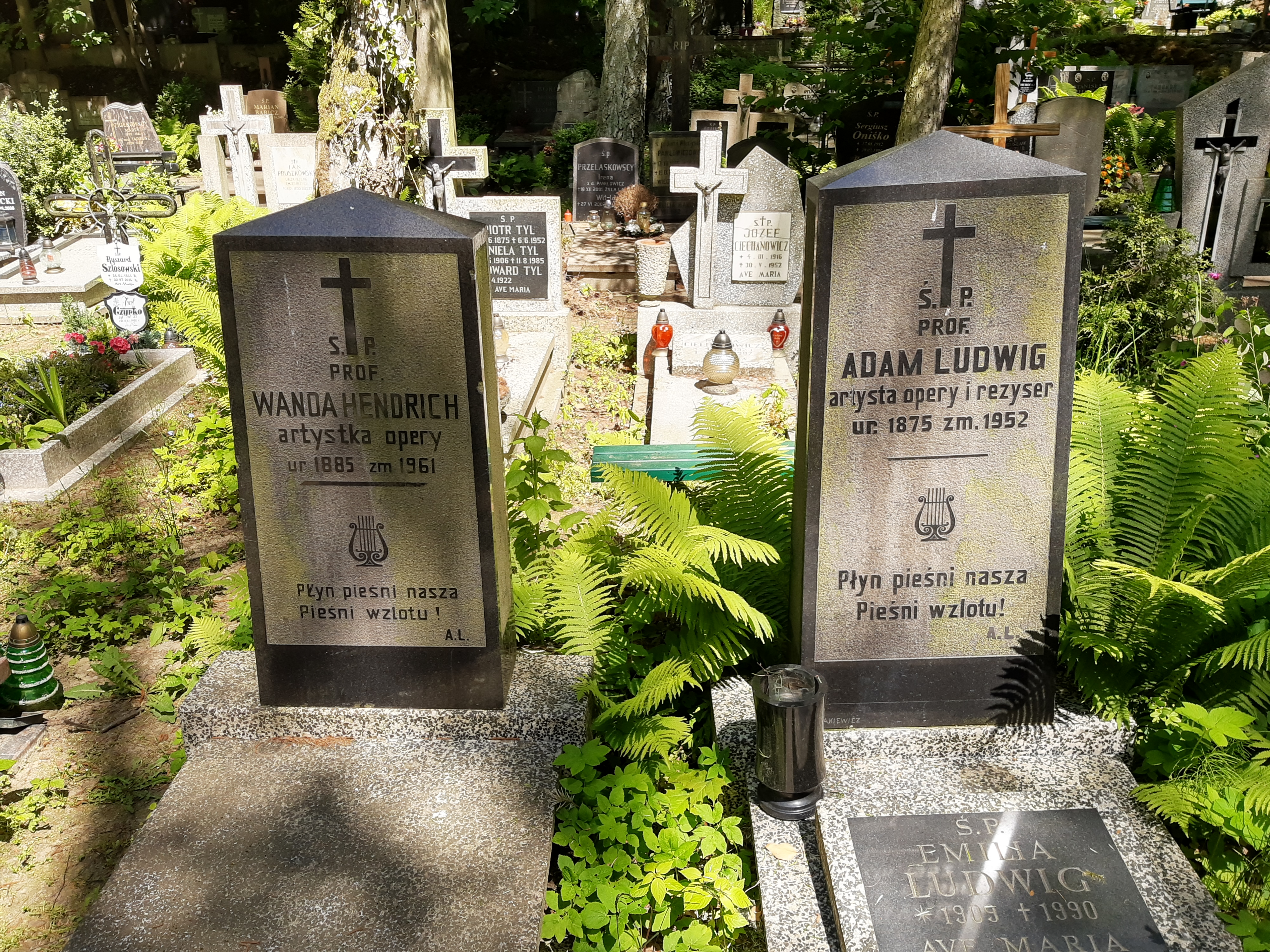
Nagrobek Wandy Hendrich i jej męża.

Urodziła się 3 maja 1885 r. we Lwowie, była córką Mariana i Domiceli. W 1905 ukończyła konserwatorium lwowskie, a już w listopadzie tego samego roku koncertowała w Krakowie. We Lwowie debiutowała 8 grudnia 1905 w partii Micaeli (Carmen), ale do zespołu opery lwowskiej została zaangażowana dopiero od sezonu 1907/1908, a od sezonu 1909/1910 należała do zespołu poznańskiego teatru. W 1911 przeniosła się do Krakowa, gdzie podjęła pracę w tamtejszym konserwatorium jako asystentka Adama Ludwiga i pozostała na tym stanowisku do 1920 r. W tym okresie występowała gościnnie, m.in. w Warszawie, Lwowie, Budapeszcie i Salzburgu. W sezonie 1919/1920 należała do zespołu Teatru Powszechnego w Krakowie, a w latach 1920–1922 występowała w Poznaniu, po czym do wybuchu II wojny światowej występowała w teatrze wileńskim oraz w Teatrze Polskiego Radia w Wilnie i była profesorką Konserwatorium Muzycznego w Wilnie. W 1945 r. zamieszkała w Gdańsku i podjęła pracę w szkole muzycznej. 
W repertuarze miała m.in. partie: Małgorzaty (Faust), Mimi (Cyganeria), Gildy (Rigoletto), Leonory (Trubadur), Halki (Halka), Antoniny (Opowieści Hoffmanna) i Frasquity (Carmen).
Zmarła 18 marca 1961 r. Pochowana wraz z mężem na Cmentarzu Srebrzysko w Gdańsku
Żona Adama Ludwiga, matka Barbary Ludwiżanki.

## Ordery i odznaczenia
- Złoty Krzyż Zasługi (11 listopada 1937)[4]